# Heidelberg (Hambach)
Der Heidelberg ist ein 313,4 Meter hoher Berg in der Haardt, einem Mittelgebirgszug am Ostrand des Pfälzerwalds. Er liegt in der Gemarkung von Hambach an der Weinstraße, dem zweitgrößten Stadtteil der kreisfreien Stadt Neustadt an der Weinstraße in Rheinland-Pfalz. Der etwa ein Kilometer lange Rückenberg besitzt neben dem 313,4 m hohen Nordgipfel noch einen mit 303 m ü. NHN etwas niedrigeren Südgipfel. Der Berg ist vollständig bewaldet. Es herrscht ein für den Haardtrand typischer Mischwald aus Edelkastanien, Traubeneichen und Kiefern vor, der mit seinem lichten Bewuchs eine ausgedehnte Besenheidevegetation am Boden ermöglicht. Im Gipfelbereich befindet ein Privatgrundstück mit einer Schutzhütte und einer Aussichtsplattform, welches nicht öffentlich zugänglich ist. Am Gipfel und am Südosthang befindet sich jeweils ein Wetterkreuz. Beide Kreuze sind als Kulturdenkmäler von Neustadt an der Weinstraße gelistet sind.

## Geographie

### Lage
Der Heidelberg erhebt sich im Biosphärenreservat Pfälzerwald-Vosges du Nord und im Naturpark Pfälzerwald. Der Berg bildet mit dem Nollensattel, dem Häuselberg (319,8 m) und dem Schlossberg (373,9 m) die östlichste Bergkette des Hohe Loog Massivs zur Rheinebene hin. Hydrologisch entwässert sich der Nordteil des Berges in den Kranzgraben und der Südteil in den Pfuhlwiesengraben. Beide Bäche fließen über weitere Kleinbäche in den Kropsbach. Auf dem Osthang des Heidelbergs liegt das Naturschutzgebiet Haardtrand - Am Heidelberg (NSG-7300-175)

### Naturräumliche Zuordnung
Der Heidelberg gehört zum Naturraum Pfälzerwald, der in der Systematik des von Emil Meynen und Josef Schmithüsen herausgegebenen Handbuches der naturräumlichen Gliederung Deutschlands und seinen Nachfolgepublikationen als Großregion 3. Ordnung klassifiziert wird. Betrachtet man die Binnengliederung des Naturraums, so gehört der Heidelberg zum Mittleren Pfälzerwald und hier zum Gebirgszug der Haardt, welche den Pfälzerwald zur Oberrheinischen Tiefebene hin abgrenzt.
Zusammenfassend folgt die naturräumliche Zuordnung des Heidelbergs damit folgender Systematik:
- Großregion 1. Ordnung: Schichtstufenland beiderseits des Oberrheingrabens
- Großregion 2. Ordnung: Pfälzisch-Saarländisches Schichtstufenland
- Großregion 3. Ordnung: Pfälzerwald
- Region 4. Ordnung (Haupteinheit): Mittlerer Pfälzerwald
- Region 5. Ordnung: Haardt

## Zugang und Wandern
Um den Südhang führt die Kreisstraße 9 zum Sattel zwischen dem Schlossberg und dem Rittersberg, wo sich der Zuweg bzw. die Zufahrt zum Hambacher Schloss befindet. Von dort kommend führt die Kreisstraße 14 am Westhang vorbei in den Ortsbereich von Hambach. Der Gipfel des Berges kann über unmarkierte Wanderwege erreicht werden. Über den Bergrücken führt vom Nordgipfel zum Südgipfel und zum Aussichtspunkt im Süden ein Wanderweg. Ein Zugang kann vom Westen von der Freiheitsstraße in Hambach erfolgen. Der Aussichtspunkt am Südhang ermöglicht einen Ausblick auf den Schlossberg mit dem Hambacher Schloss. An der Ostseite des Berges laufen der Wanderweg Deutsche Weinstraße und der Martinusweg vorbei.

Ansichten
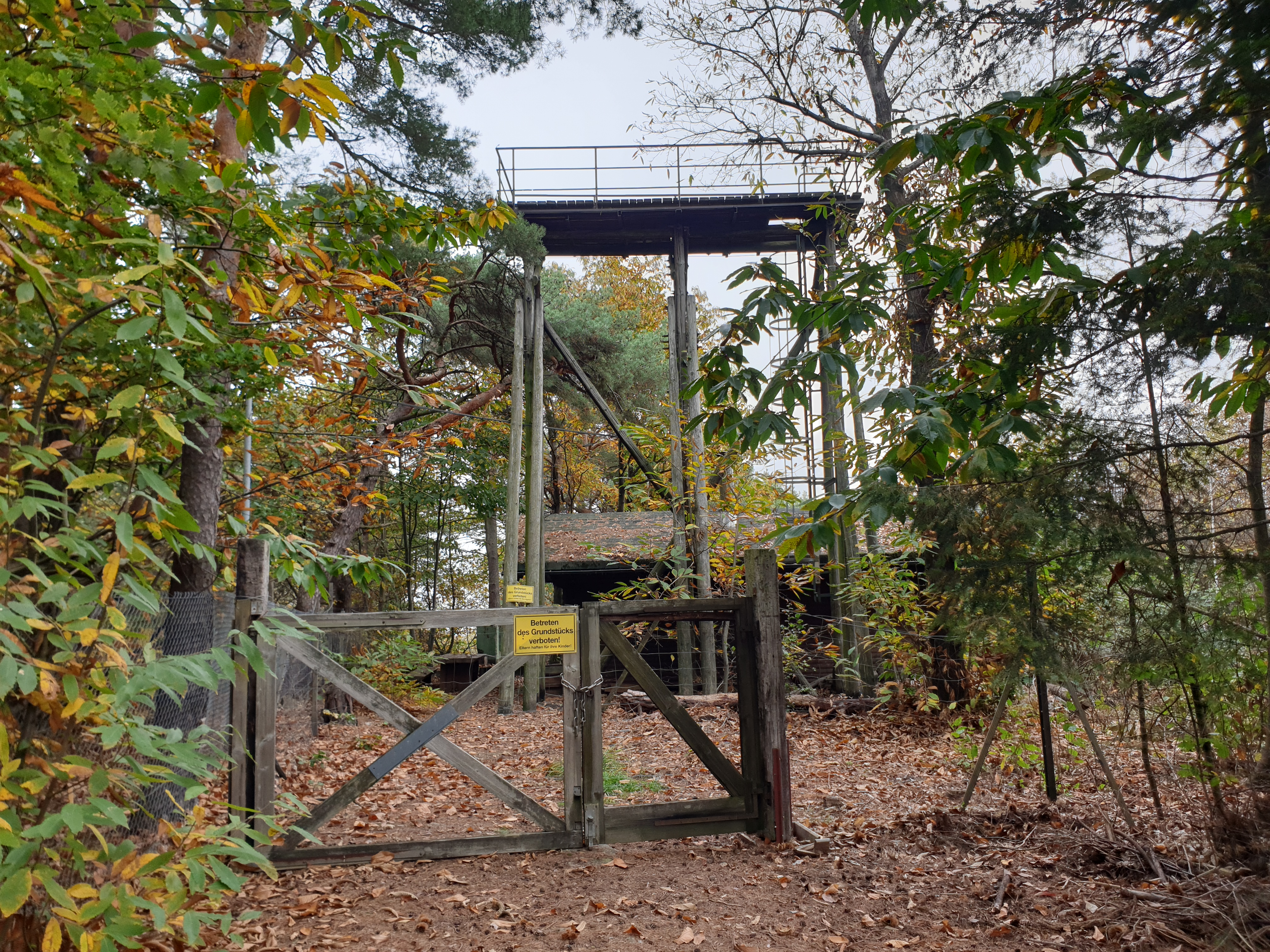
Nordgipfel
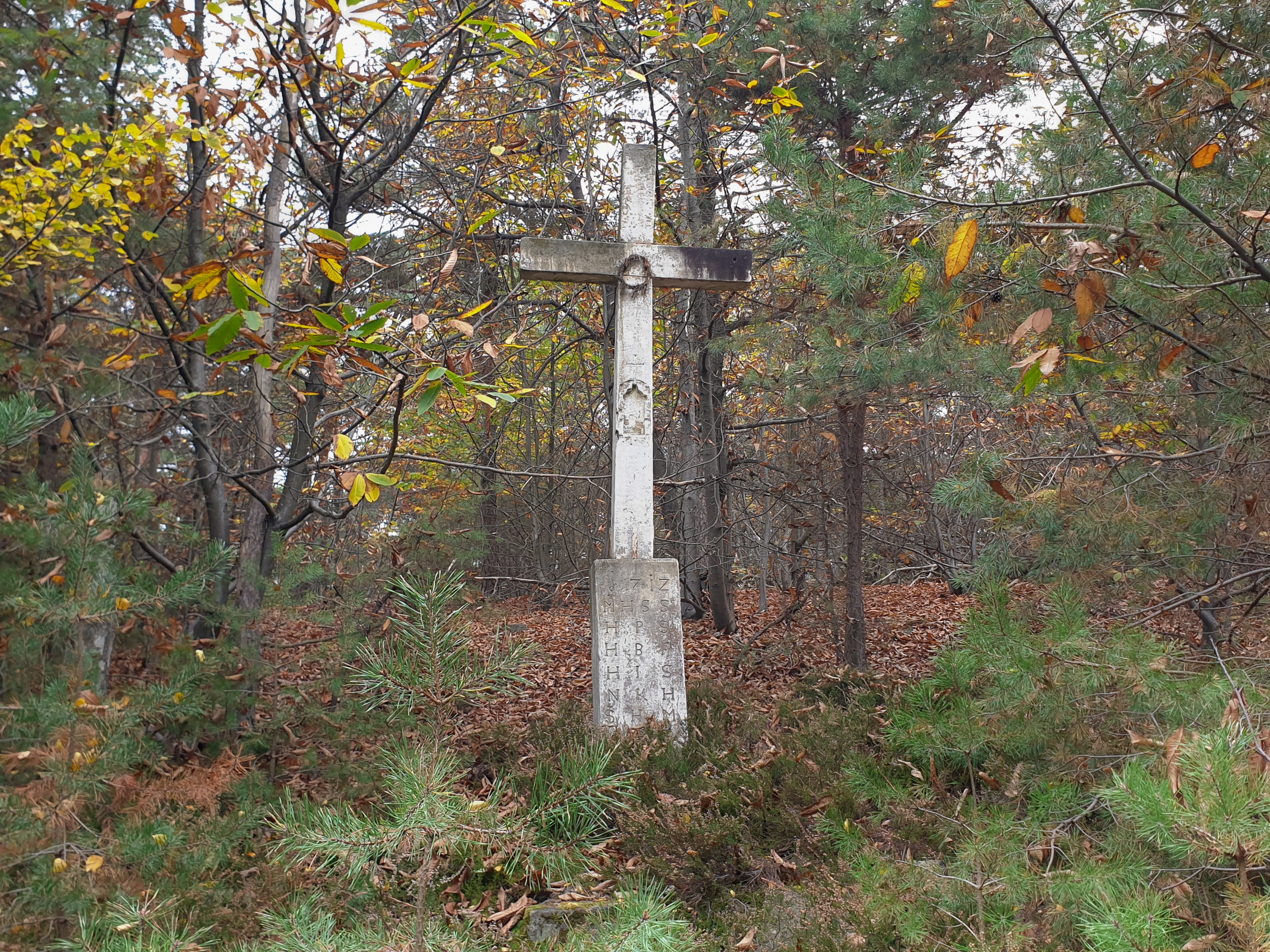
Wetterkreuz am Nordgipfel
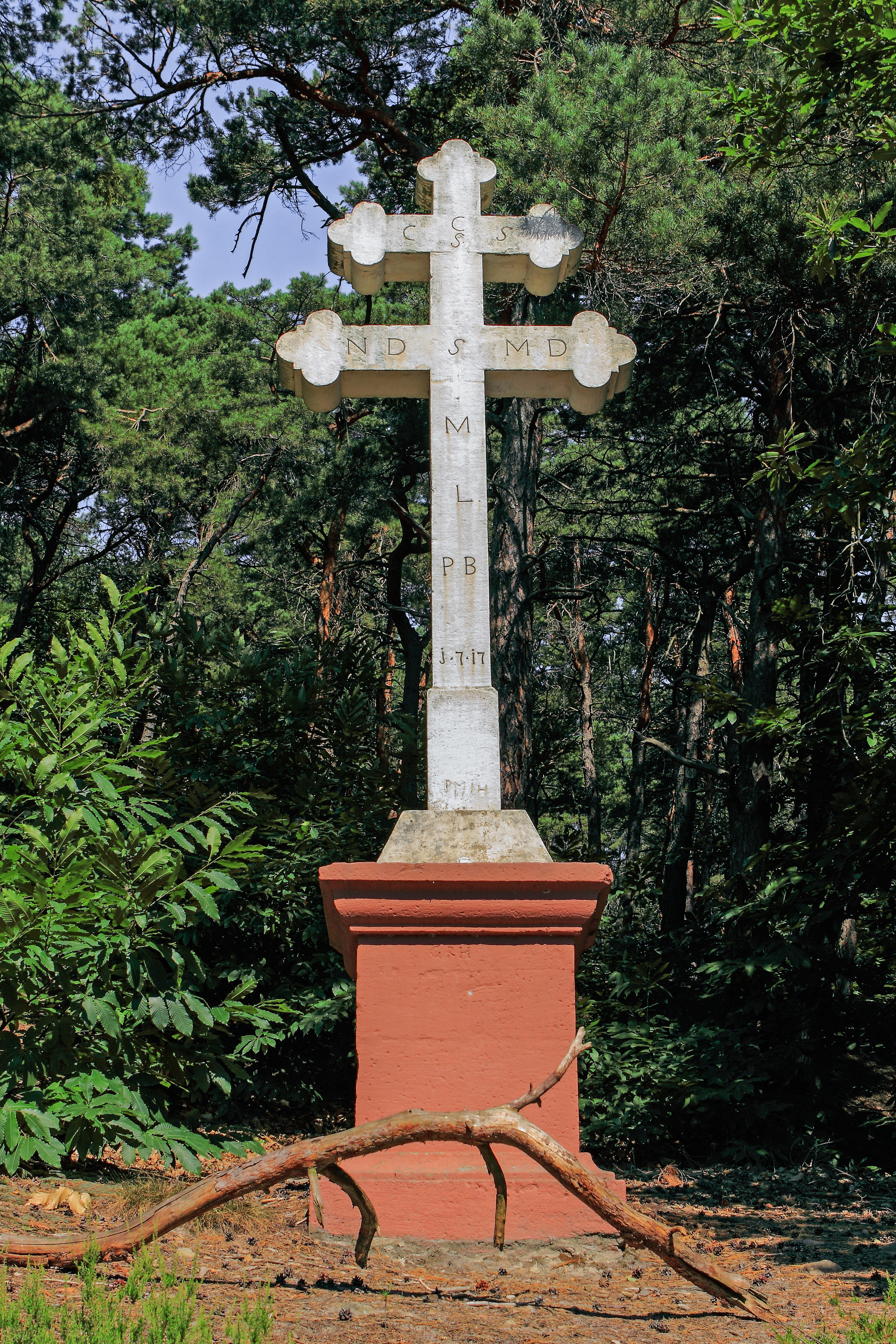
Wetterkreuz am Südosthang
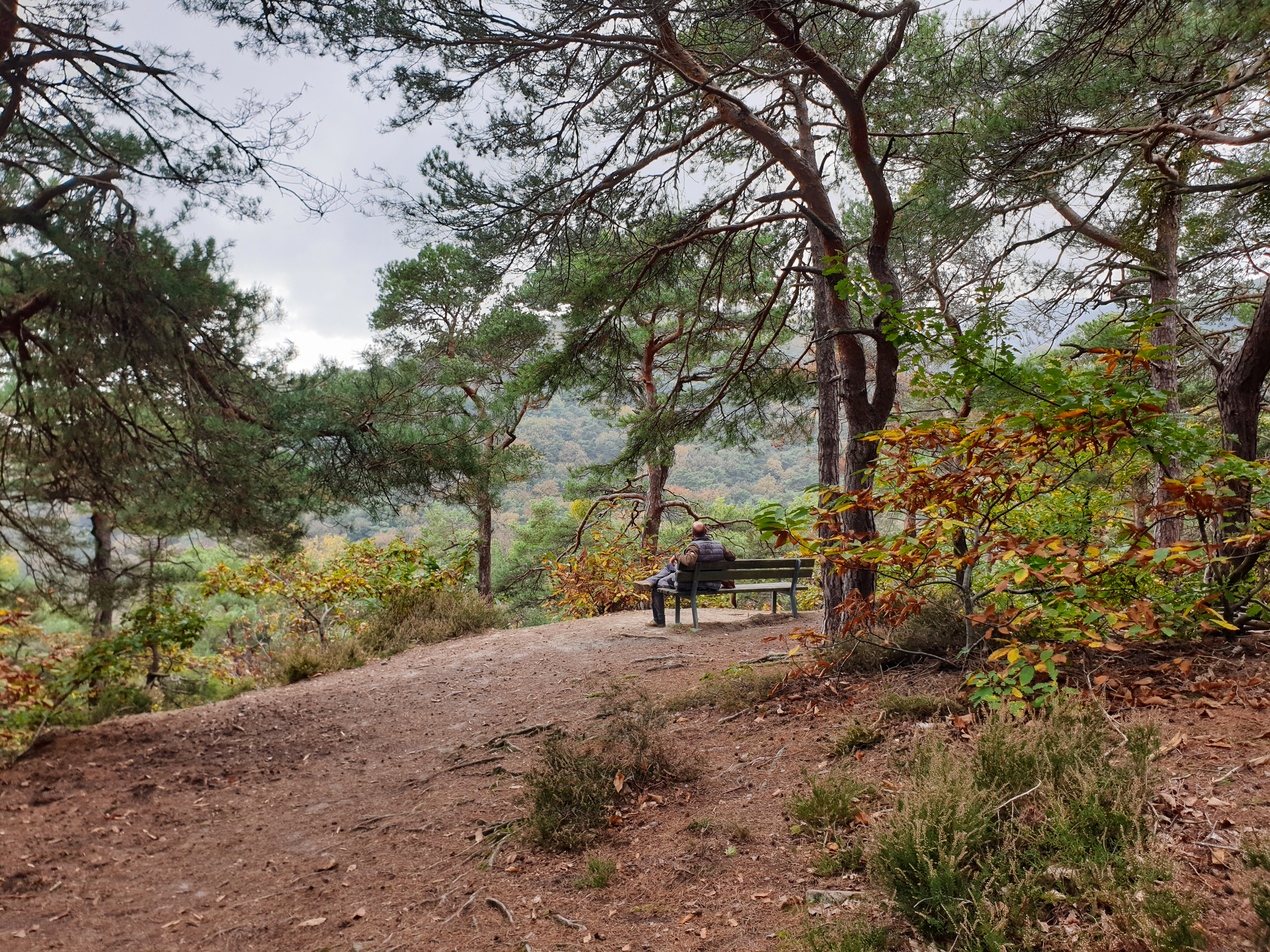
Aussichtspunkt am Südgipfel